# 南春川站
南春川站（：／ Namchuncheon yeok */?）是京春線沿線的一座高架車站，位於韓國江原道春川市退溪洞，乃首都圈電鐵系統中最東面的車站。韓語副站名是「江原大學」（강원대），但實際上從車站至江原大学春川校區約需步行30分鐘。

## 車站結構
站體為2面2線側式月台的高架車站，候車月台設有月台幕門，並有3處出口。

### 月台配置
| ↑ 金裕貞 |
| \| ２    |
| 春川 ↓   |

| 月台 | 路線                        | 目的地                 |
| ---- | --------------------------- | ---------------------- |
| 2    | ●首都圈電鐵京春線、ITX-青春 | 春川方向               |
| 3    | ●首都圈電鐵京春線、ITX-青春 | 上鳳、清涼里、龍山方向 |

## 歷史
- 1939年7月25日：本站城山站（성산역）開業。
- 1940年4月1日：本站更名為現今站名南春川站。
- 1971年10月27日：第二代站房啟用。
- 1994年1月1日：行包業務終止受理。
- 2005年9月30日：貨運業務終止受理，行包業務重新受理。
- 2005年10月1日：因京春線複線電鐵化，春川站暫停營運，本站作為京春線的臨時終點站。
- 2006年5月1日：行包業務再度終止受理。
- 2010年12月21日：首都圈電鐵京春線通車，車站往春川站方向遷移400公尺。
- 2012年2月28日：ITX-青春列車開始停靠本站。

## 車站周邊
- 春川高速巴士客運站（朝鲜语：춘천고속버스터미널）
- 春川城際客運站（朝鲜语：춘천시외버스터미널）
- 江原大学春川校區
- 退溪洞住民中心
- 江南洞住民中心
- 孝子1洞住民中心
- 江原地方兵務廳
- 春川警察署
- 春川地方法院（朝鲜语：춘천지방법원）
- 春川地方檢察廳（朝鲜语：춘천지방검찰청）
- 春川孝子洞郵局
- 忠魂公園
- 南部新苗公園
- 天主教春川教區辦公室
- E-mart春川店
- 乐天玛特春川店

## 圖片

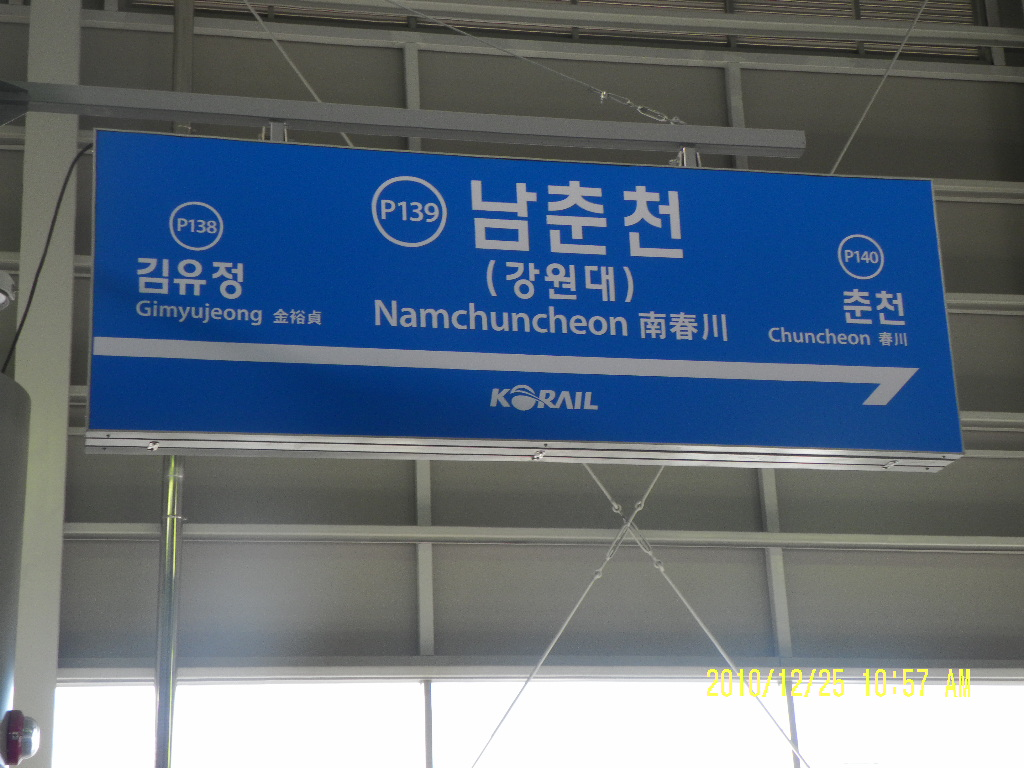
站名牌
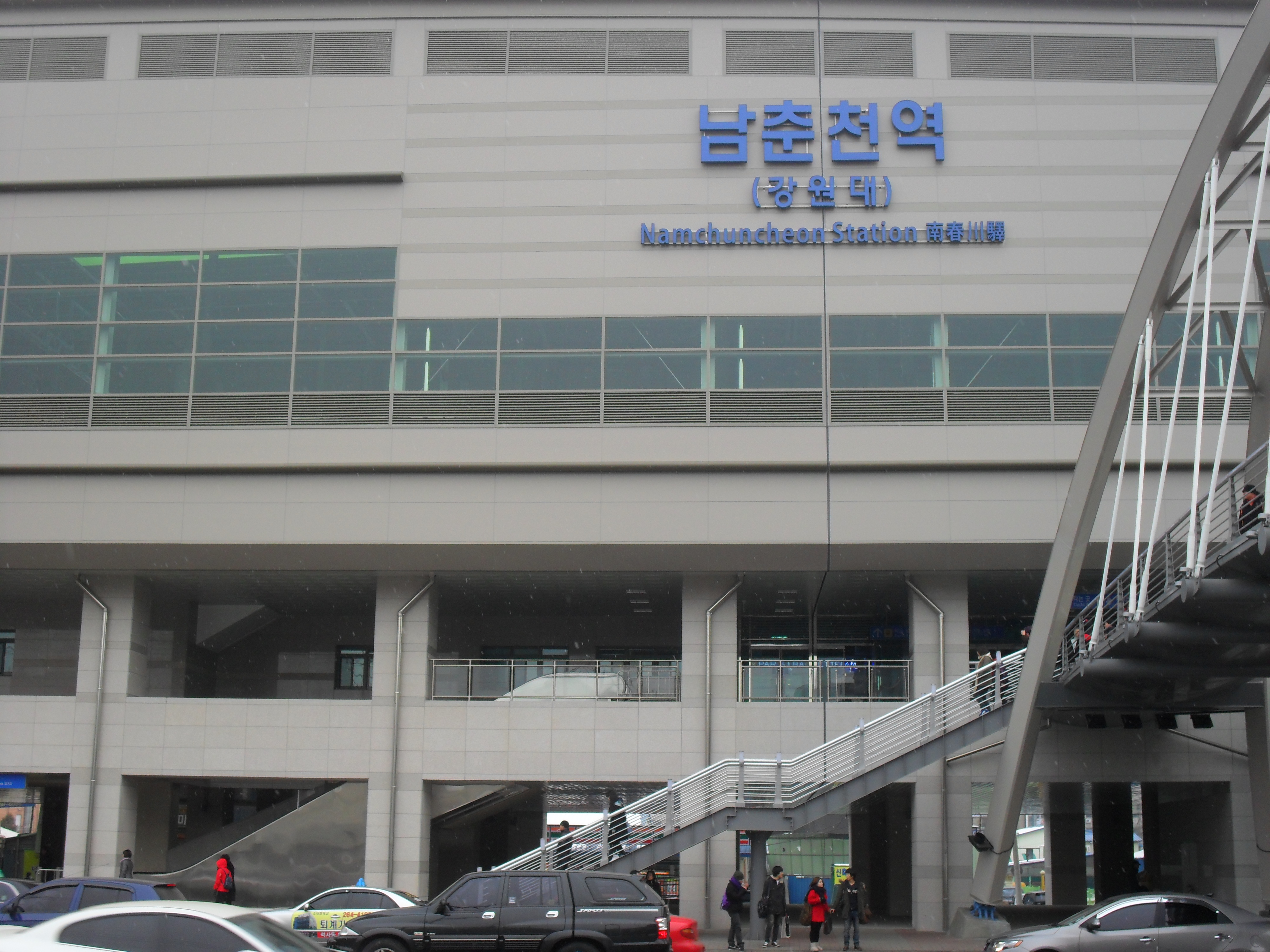
車站建築
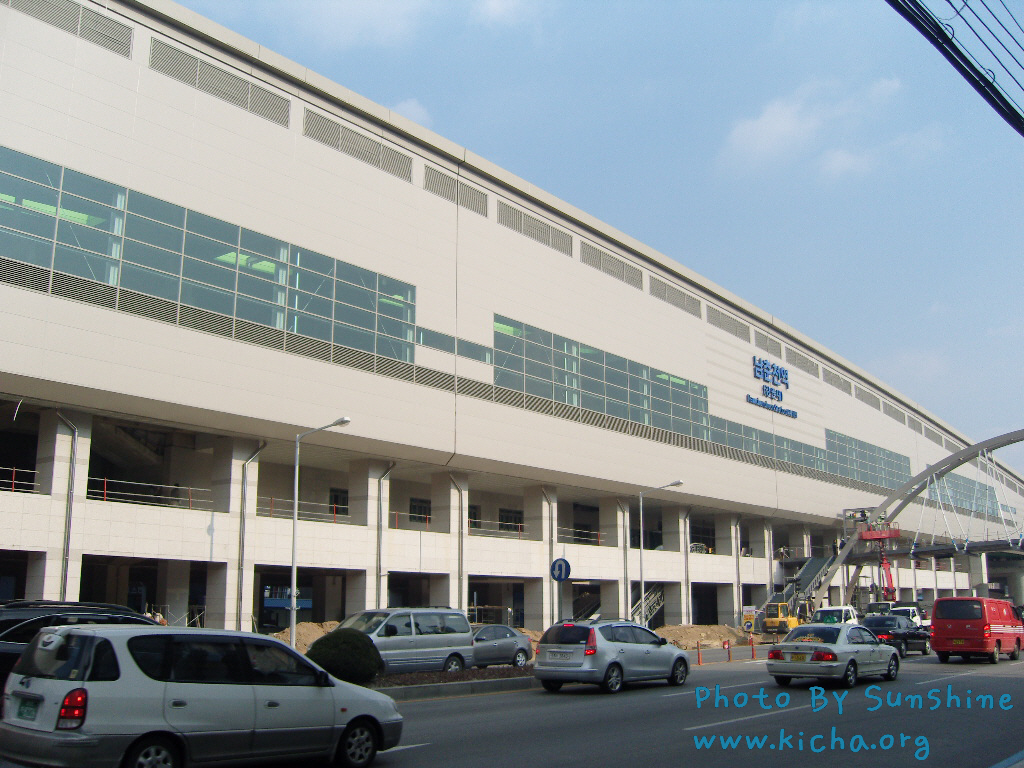
車站外觀
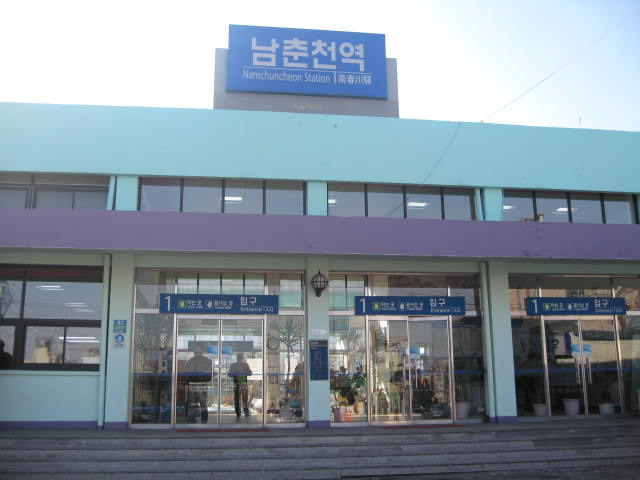
舊站舍

## 相鄰車站
韓國鐵道公社
●首都圈電鐵京春線
急行、ITX-青春
江村（P137）－南春川（P139）－春川（P140）
緩行
金裕貞（P138）－南春川（P139）－春川（P140）